# William Perkins
Pour les articles homonymes, voir Perkins.
William Perkins (1558-1602) est un théologien anglais, anglican, qui s'est illustré sous le règne d'Élisabeth Ire. Il est une des premières sources du mouvement puritain en Angleterre.

## Biographie

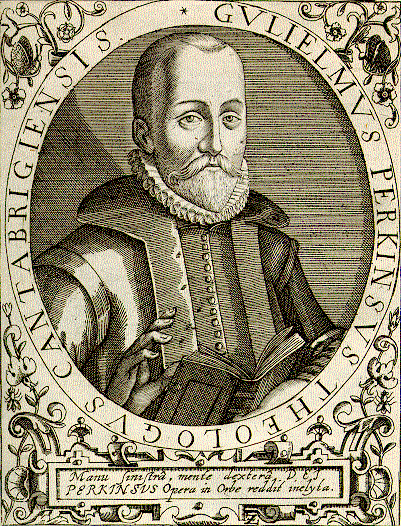
William Perkins

Étudiant au Christ's College de Cambridge, de 1577 à 1584, puis enseignant à Cambridge, et pasteur de la paroisse de Saint Andrews à Norwich, il élabore une théologie d'inspiration calviniste, centrée sur la notion biblique d'alliance, suivant en cela les vues des théologiens de la faculté de Heidelberg dans les années 1560.
Un des thèmes majeurs de sa théologie est l'idée d'une double alliance passée entre Dieu et les hommes, une alliance de la loi, doublée d'une alliance de la foi, par lesquelles les hommes promettent à Dieu leur foi et leur obéissance. En échange de quoi Dieu promet aux hommes de leur donner la grâce, d'en faire son peuple et de les sauver.
William Perkins est considéré comme un des plus grands théologiens calvinistes du XVIe siècle en Angleterre. S'il n'a jamais renié l'anglicanisme, il est néanmoins une influence déterminante dans la formation des premiers mouvements séparatistes à partir des années 1580.

## Œuvres
- The Workes, 3 vols., J. Legatt, Londres, 1635.